# Guvernarea locală din Timișoara
Acest articol dezvoltă secțiunea Politică și administrație a articolului principal, Timișoara.

## 1992-1996
În primele alegeri locale postcomuniste, Convenția Democrată Română a obținut o majoritate absolută în consiliul local—17 consilieri dintr-un total de 31. Funcția de primar a fost obținută de Viorel Oancea, membru al Partidului Alianța Civică afiliat CDR. Acesta avea să fie singurul mandat al său.
|  | Partid                                     | Consilieri | Componența Consiliului | Componența Consiliului | Componența Consiliului | Componența Consiliului | Componența Consiliului | Componența Consiliului | Componența Consiliului | Componența Consiliului | Componența Consiliului | Componența Consiliului | Componența Consiliului | Componența Consiliului | Componența Consiliului | Componența Consiliului | Componența Consiliului | Componența Consiliului | Componența Consiliului |
|  | ------------------------------------------ | ---------- | ---------------------- | ---------------------- | ---------------------- | ---------------------- | ---------------------- | ---------------------- | ---------------------- | ---------------------- | ---------------------- | ---------------------- | ---------------------- | ---------------------- | ---------------------- | ---------------------- | ---------------------- | ---------------------- | ---------------------- |
|  | Convenția Democrată Română                 | 17         |                        |                        |                        |                        |                        |                        |                        |                        |                        |                        |                        |                        |                        |                        |                        |                        |                        |
|  | Frontul Salvării Naționale                 | 5          |                        |                        |                        |                        |                        |                        |                        |                        |                        |                        |                        |                        |                        |                        |                        |                        |                        |
|  | Mișcarea Ecologistă din România            | 2          |                        |                        |                        |                        |                        |                        |                        |                        |                        |                        |                        |                        |                        |                        |                        |                        |                        |
|  | Partidul România Mare                      | 1          |                        |                        |                        |                        |                        |                        |                        |                        |                        |                        |                        |                        |                        |                        |                        |                        |                        |
|  | Partidul Democrat Agrar din România        | 1          |                        |                        |                        |                        |                        |                        |                        |                        |                        |                        |                        |                        |                        |                        |                        |                        |                        |
|  | Forumul Democrat al Germanilor din România | 1          |                        |                        |                        |                        |                        |                        |                        |                        |                        |                        |                        |                        |                        |                        |                        |                        |                        |
|  | Partidul Unității Naționale Române         | 1          |                        |                        |                        |                        |                        |                        |                        |                        |                        |                        |                        |                        |                        |                        |                        |                        |                        |
|  | Partidul Național Liberal-Aripa Tânără     | 1          |                        |                        |                        |                        |                        |                        |                        |                        |                        |                        |                        |                        |                        |                        |                        |                        |                        |
|  | Frontul Democrat Român                     | 1          |                        |                        |                        |                        |                        |                        |                        |                        |                        |                        |                        |                        |                        |                        |                        |                        |                        |
|  | Independent                                | 1          |                        |                        |                        |                        |                        |                        |                        |                        |                        |                        |                        |                        |                        |                        |                        |                        |                        |

## 1996-2000
La alegerile locale din 1996 Convenția Democrată Română și-a păstrat majoritatea absolută în consiliul local. Noul primar ales Gheorghe Ciuhandu a aparținut aceleiași formațiuni.
|  | Partid                                     | Consilieri | Componența Consiliului | Componența Consiliului | Componența Consiliului | Componența Consiliului | Componența Consiliului | Componența Consiliului | Componența Consiliului | Componența Consiliului | Componența Consiliului | Componența Consiliului | Componența Consiliului | Componența Consiliului | Componența Consiliului | Componența Consiliului | Componența Consiliului | Componența Consiliului |
|  | ------------------------------------------ | ---------- | ---------------------- | ---------------------- | ---------------------- | ---------------------- | ---------------------- | ---------------------- | ---------------------- | ---------------------- | ---------------------- | ---------------------- | ---------------------- | ---------------------- | ---------------------- | ---------------------- | ---------------------- | ---------------------- |
|  | Convenția Democrată Română                 | 16         |                        |                        |                        |                        |                        |                        |                        |                        |                        |                        |                        |                        |                        |                        |                        |                        |
|  | Partidul Alianța Civică                    | 3          |                        |                        |                        |                        |                        |                        |                        |                        |                        |                        |                        |                        |                        |                        |                        |                        |
|  | Uniunea Social Democrată                   | 2          |                        |                        |                        |                        |                        |                        |                        |                        |                        |                        |                        |                        |                        |                        |                        |                        |
|  | Uniunea Democrată Maghiară din România     | 2          |                        |                        |                        |                        |                        |                        |                        |                        |                        |                        |                        |                        |                        |                        |                        |                        |
|  | Partidul Democrației Sociale din România   | 2          |                        |                        |                        |                        |                        |                        |                        |                        |                        |                        |                        |                        |                        |                        |                        |                        |
|  | Forumul Democrat al Germanilor din România | 1          |                        |                        |                        |                        |                        |                        |                        |                        |                        |                        |                        |                        |                        |                        |                        |                        |
|  | Mișcarea Ecologistă din România            | 1          |                        |                        |                        |                        |                        |                        |                        |                        |                        |                        |                        |                        |                        |                        |                        |                        |
|  | Partidul România Mare                      | 1          |                        |                        |                        |                        |                        |                        |                        |                        |                        |                        |                        |                        |                        |                        |                        |                        |
|  | Partidul Popular din România               | 1          |                        |                        |                        |                        |                        |                        |                        |                        |                        |                        |                        |                        |                        |                        |                        |                        |
|  | Partidul Unității Națiunii Române          | 1          |                        |                        |                        |                        |                        |                        |                        |                        |                        |                        |                        |                        |                        |                        |                        |                        |
|  | Partidul Național Țărănesc                 | 1          |                        |                        |                        |                        |                        |                        |                        |                        |                        |                        |                        |                        |                        |                        |                        |                        |

## 2000-2004
În ciuda tendinței naționale de creștere a social-democraților în detrimentul CDR, primarul Gheorghe Ciuhandu a fost reales, partidul său menținând în consiliul local o majoritate relativă.
|  | Partid                                   | Consilieri | Componența Consiliului | Componența Consiliului | Componența Consiliului | Componența Consiliului | Componența Consiliului | Componența Consiliului | Componența Consiliului | Componența Consiliului | Componența Consiliului |
|  | ---------------------------------------- | ---------- | ---------------------- | ---------------------- | ---------------------- | ---------------------- | ---------------------- | ---------------------- | ---------------------- | ---------------------- | ---------------------- |
|  | Convenția Democrată Română               | 9          |                        |                        |                        |                        |                        |                        |                        |                        |                        |
|  | Partidul Democrației Sociale din România | 6          |                        |                        |                        |                        |                        |                        |                        |                        |                        |
|  | Partidul România Mare                    | 3          |                        |                        |                        |                        |                        |                        |                        |                        |                        |
|  | Partidul Național Liberal                | 3          |                        |                        |                        |                        |                        |                        |                        |                        |                        |
|  | Alianța pentru România                   | 2          |                        |                        |                        |                        |                        |                        |                        |                        |                        |
|  | Partidul Democrat                        | 2          |                        |                        |                        |                        |                        |                        |                        |                        |                        |
|  | Uniunea Democrată Maghiară din România   | 2          |                        |                        |                        |                        |                        |                        |                        |                        |                        |
|  | Alianța Națională Creștin-Democrată      | 2          |                        |                        |                        |                        |                        |                        |                        |                        |                        |
|  | Partidul Popular din România             | 2          |                        |                        |                        |                        |                        |                        |                        |                        |                        |

## 2004-2008
În legislatura 2004-2008 consiliul local a fost compus din 27 de consilieri împărțiți astfel: 9 - PNȚCD, 7 - PSD, 9 - D.A. (5 PNL + 4 PD), 2 - PRM. Primarul Gheorghe Ciuhandu (PNȚCD) a fost reales.
|  | Partid                                      | Consilieri | Componența Consiliului | Componența Consiliului | Componența Consiliului | Componența Consiliului | Componența Consiliului | Componența Consiliului | Componența Consiliului | Componența Consiliului | Componența Consiliului |
|  | ------------------------------------------- | ---------- | ---------------------- | ---------------------- | ---------------------- | ---------------------- | ---------------------- | ---------------------- | ---------------------- | ---------------------- | ---------------------- |
|  | Partidul Național Țărănesc Creștin Democrat | 9          |                        |                        |                        |                        |                        |                        |                        |                        |                        |
|  | Alianța Dreptate și Adevăr                  | 9          |                        |                        |                        |                        |                        |                        |                        |                        |                        |
|  | Partidul Social Democrat                    | 7          |                        |                        |                        |                        |                        |                        |                        |                        |                        |
|  | Partidul România Mare                       | 2          |                        |                        |                        |                        |                        |                        |                        |                        |                        |

## 2008-2012
În urma alegerilor locale din 2008, din totalul de 27 de consilieri 11 au fost aleși din partea Alianței pentru Timiș (PNȚCD+PNL+FDGR), 8 din partea PD-L, 6 din partea PSD și 2 din partea UDMR (1 pentru reprezentantul etniei maghiare, iar celălalt pentru italieni, bulgari, sârbi și ucraineni, prin rotație, câte un an).
Primarul Gheorghe Ciuhandu a fost reales pentru ultimul său mandat.
|  | Partid                                      | Consilieri | Componența Consiliului | Componența Consiliului | Componența Consiliului | Componența Consiliului | Componența Consiliului | Componența Consiliului | Componența Consiliului | Componența Consiliului | Componența Consiliului | Componența Consiliului | Componența Consiliului |
|  | ------------------------------------------- | ---------- | ---------------------- | ---------------------- | ---------------------- | ---------------------- | ---------------------- | ---------------------- | ---------------------- | ---------------------- | ---------------------- | ---------------------- | ---------------------- |
|  | Alianța pentru Timiș (PNȚCD+PNL+FDGR)       | 11         |                        |                        |                        |                        |                        |                        |                        |                        |                        |                        |                        |
|  | Partidul Democrat-Liberal                   | 8          |                        |                        |                        |                        |                        |                        |                        |                        |                        |                        |                        |
|  | Partidul Social Democrat                    | 6          |                        |                        |                        |                        |                        |                        |                        |                        |                        |                        |                        |
|  | Uniunea Democrată a Maghiarilor din România | 2          |                        |                        |                        |                        |                        |                        |                        |                        |                        |                        |                        |

## 2012-2016
În urma alegerilor locale din 2012, din totalul de 27 de consilieri 15 au fost aleși din partea Uniunii Social-Liberale (PSD+PNL), 5 din partea PD-L, 4 din partea Uniunii pentru Timiș (PNȚCD+FDGR) și 3 din partea PP-DD. Primăria a fost preluată de Nicolae Robu (PNL).
|  | Partid                              | Consilieri | Componența Consiliului | Componența Consiliului | Componența Consiliului | Componența Consiliului | Componența Consiliului | Componența Consiliului | Componența Consiliului | Componența Consiliului | Componența Consiliului | Componența Consiliului | Componența Consiliului | Componența Consiliului | Componența Consiliului | Componența Consiliului | Componența Consiliului |
|  | ----------------------------------- | ---------- | ---------------------- | ---------------------- | ---------------------- | ---------------------- | ---------------------- | ---------------------- | ---------------------- | ---------------------- | ---------------------- | ---------------------- | ---------------------- | ---------------------- | ---------------------- | ---------------------- | ---------------------- |
|  | Uniunea Social-Liberală             | 15         |                        |                        |                        |                        |                        |                        |                        |                        |                        |                        |                        |                        |                        |                        |                        |
|  | Partidul Democrat Liberal           | 5          |                        |                        |                        |                        |                        |                        |                        |                        |                        |                        |                        |                        |                        |                        |                        |
|  | Uniunea pentru Timiș (PNȚCD+FDGR)   | 4          |                        |                        |                        |                        |                        |                        |                        |                        |                        |                        |                        |                        |                        |                        |                        |
|  | Partidul Poporului – Dan Diaconescu | 3          |                        |                        |                        |                        |                        |                        |                        |                        |                        |                        |                        |                        |                        |                        |                        |

## 2016-2020
În urma alegerilor locale din 2016, din totalul de 27 de consilieri 12 au fost aleși din partea Partidului Național Liberal, 9 de la PSD, 2 din partea PMP, 2 de la UDMR, 1 de la ALDE și un independent (Adrian Orza, fost viceprimar între 2000 și 2012). Primarul național-liberal Nicolae Robu a câștigat un nou mandat.
|  | Partid                                        | Consilieri | Componența Consiliului | Componența Consiliului | Componența Consiliului | Componența Consiliului | Componența Consiliului | Componența Consiliului | Componența Consiliului | Componența Consiliului | Componența Consiliului | Componența Consiliului | Componența Consiliului | Componența Consiliului |
|  | --------------------------------------------- | ---------- | ---------------------- | ---------------------- | ---------------------- | ---------------------- | ---------------------- | ---------------------- | ---------------------- | ---------------------- | ---------------------- | ---------------------- | ---------------------- | ---------------------- |
|  | Partidul Național Liberal                     | 12         |                        |                        |                        |                        |                        |                        |                        |                        |                        |                        |                        |                        |
|  | Partidul Social Democrat                      | 9          |                        |                        |                        |                        |                        |                        |                        |                        |                        |                        |                        |                        |
|  | Partidul Mișcarea Populară                    | 2          |                        |                        |                        |                        |                        |                        |                        |                        |                        |                        |                        |                        |
|  | Uniunea Democratică a Maghiarilor din România | 2          |                        |                        |                        |                        |                        |                        |                        |                        |                        |                        |                        |                        |
|  | Alianța Liberalilor și Democraților           | 1          |                        |                        |                        |                        |                        |                        |                        |                        |                        |                        |                        |                        |
|  | Independent                                   | 1          |                        |                        |                        |                        |                        |                        |                        |                        |                        |                        |                        |                        |

## 2020-2024
În urma alegerilor locale din 2020, din totalul de 27 de consilieri 13 au fost aleși din partea Uniunii Salvați România, 9 din partea PNL, 3 din partea alianței formate din PSD și PPUSL și 2 de la PRO România.
Funcția de primar a fost preluată de către candidatul USR PLUS Dominic Fritz.
|  | Partid                    | Consilieri | Componența Consiliului | Componența Consiliului | Componența Consiliului | Componența Consiliului | Componența Consiliului | Componența Consiliului | Componența Consiliului | Componența Consiliului | Componența Consiliului | Componența Consiliului | Componența Consiliului | Componența Consiliului | Componența Consiliului |
|  | ------------------------- | ---------- | ---------------------- | ---------------------- | ---------------------- | ---------------------- | ---------------------- | ---------------------- | ---------------------- | ---------------------- | ---------------------- | ---------------------- | ---------------------- | ---------------------- | ---------------------- |
|  | Uniunea Salvați România   | 13         |                        |                        |                        |                        |                        |                        |                        |                        |                        |                        |                        |                        |                        |
|  | Partidul Național Liberal | 9          |                        |                        |                        |                        |                        |                        |                        |                        |                        |                        |                        |                        |                        |
|  | PSD-PPUSL                 | 3          |                        |                        |                        |                        |                        |                        |                        |                        |                        |                        |                        |                        |                        |
|  | Partidul PRO România      | 2          |                        |                        |                        |                        |                        |                        |                        |                        |                        |                        |                        |                        |                        |

## 2024–2028
În urma alegerilor locale din 2024, din totalul de 27 de consilieri 13 au fost aleși din partea Alianței Timișoara Unită (10 din partea USR și câte unul de la PMP, UDMR și FD), 11 din partea Alianței PSD-PNL (4 din partea PSD, 7 din partea PNL) și 3 din partea Alianței pentru Unirea Românilor. Primarul Dominic Fritz a obținut un nou mandat.
|  | Partid                                       | Consilieri | Componența Consiliului | Componența Consiliului | Componența Consiliului | Componența Consiliului | Componența Consiliului | Componența Consiliului | Componența Consiliului | Componența Consiliului | Componența Consiliului | Componența Consiliului | Componența Consiliului | Componența Consiliului | Componența Consiliului |
|  | -------------------------------------------- | ---------- | ---------------------- | ---------------------- | ---------------------- | ---------------------- | ---------------------- | ---------------------- | ---------------------- | ---------------------- | ---------------------- | ---------------------- | ---------------------- | ---------------------- | ---------------------- |
|  | Alianța Timișoara Unită (USR, PMP, FD, UDMR) | 13         |                        |                        |                        |                        |                        |                        |                        |                        |                        |                        |                        |                        |                        |
|  | Alianța PSD-PNL                              | 11         |                        |                        |                        |                        |                        |                        |                        |                        |                        |                        |                        |                        |                        |
|  | AUR                                          | 3          |                        |                        |                        |                        |                        |                        |                        |                        |                        |                        |                        |                        |                        |